# ここは春の国
『ここは春の国』（ここははるのくに）は、1980年11月21日に発売された谷山浩子の6枚目のアルバム。
1988年6月21日にCDとして再発売された。その後、1991年5月21日にCDが再発売されている。

## 概要
当時、谷山は自分の音楽性を周囲に理解してもらえず、行き詰まりを感じていた。そのときの心情は、本作の収録曲『ピエレット』にも現われている。
スランプの中で、大島弓子の漫画『綿の国星』が谷山の心の支えとなった。A面の全曲（「猫が行く」～「FU・SHI・GI」）は大島による『綿の国星』の絵本『昼の夢 夜の夢』から着想を得た組曲となっている。
大島は、1984年のアルバム『水の中のライオン』収録曲の「鳥は鳥に」で、谷山との連名で作詞で参加している。この曲名は、『綿の国星』の中の台詞から採られている。
タイトルチューン「ここは春の国」は、谷山がレギュラーを務めていたラジオ関西の『ギャルギャル神戸』という番組中の企画で一般から歌詞を募集し、谷山が曲を付けたものである。作詞者は当時高校生であった。

## 収録曲
1. 猫が行く
2. 草の上
3. エッグムーン
4. カーニバル
5. FU・SHI・GI
6. スケッチブック
7. そのとき
8. ピエレット
9. あやつり人形（アルバムバージョン）
10. ここは春の国

- 作曲：谷山浩子（全曲）
- 作詞：谷山浩子（1 - 5, 7 - 9）、小林睦子（6）、森田荘平（10）
- 編曲：山川恵津子（1 - 5）、クニ河内（6 - 10）
- ディレクター：長岡和弘、細川ともつぐ、田村安洋